# John Crome
Pour les articles homonymes, voir Crome.
John Crome (1768-1821) est un peintre paysagiste, graveur et enseignant britannique d'origine anglaise de l'époque romantique, cofondateur de l'école de peinture de Norwich.

## Biographie
Né à Norwich, John Crome est fils de tisserand. D'origine modeste, il devient, encore jeune, apprenti d'un peintre d'enseignes, Francis Whisler. Par la suite, il va se lier d'amitié avec Robert Ladbrooke (1768-1842). Les deux amis partent ensemble dessiner sur le motif dans la région dans le but éventuel d'en tirer des gravures. Ils parviennent à en vendre à un marchand d'estampes local, Smith and Jaggars' of Norwich. Chez ce dernier, Crome rencontre Thomas Harvey, originaire d'Old Catton, qui lui propose d'enseigner le dessin. Harvey possède une belle collection d'estampes, qu'il ouvre au jeune homme, qui s'exerce en copiant les maîtres. Toujours par le biais de Harvey, il rend visite au peintre William Beechey à Londres, puis à John Opie.
En octobre 1792, Crome épouse Phoebe Berney, qui lui donne huit enfants, dont John Berney Crome (1794–1842) et William Henry Crome (1806–1867), qui deviendront des peintres paysagistes. La sœur de Phoebe épouse, elle, Robert Ladbrooke.
En 1803, Crome et Robert Ladbrooke décident de fonder la Norwich Society of Artists, un gentlemen's club, qui accueille Robert Dixon (en), David Hodgson (en), Daniel Coppin (en), James Stark et George Vincent ; ensemble, ils souhaitent lancer un mouvement de réflexion sur les arts visuels et repenser l'art du paysage. Deux ans plus tard, ils montent leur première exposition à Norwich, pour laquelle Crome à lui seul fournit 32 toiles. C'est le premier événement artistique collectif moderne en dehors de Londres. Il est plusieurs fois réélu en tant que président de l'association.
Entre 1806 et 1818, il expose treize fois à la Royal Academy. Il visite Paris en 1814, au moment de l'occupation de la capitale par les troupes britanniques, passant par Boulogne-sur-Mer et Ostende, dont il produit des vues. Cependant, l'essentiel de son travail porte sur Norwich et ses environs.
Pendant de nombreuses années, Crome enseigne le dessin à la Norwich School (en). Parmi ses élèves, certains rejoignirent son association, comme James Stark et Edward Thomas Daniell.
Il meurt chez lui, à Gildengate, Norwich, le 22 avril 1821. En novembre suivant, une rétrospective est organisée en son hommage dans les locaux de la Norwich Society of Artists, regroupant une centaine de toiles.
Son fils, John Berney Crome, poursuit le travail de son père au sein de l'association en en transformant les statuts en 1828.

## Œuvre
Crome pratique à la fois l'aquarelle et l'huile ; on a répertorié près de 300 toiles, certaines possédant une palette assez sombre. Entre 1809 et 1813, il produit également des eaux-fortes, qui ne furent tirées qu'après sa mort.
Ses maîtres inspirants semblent avoir été Meindert Hobbema et Richard Wilson. Quand Crome commence à peindre des paysages, il ne peut connaître John Constable (né en 1776). Il est donc l'un des premiers peintres paysagistes anglais à représenter de façon réaliste l'environnement rural, tout en associant les codes des maîtres hollandais.
Le Yale Center for British Art a établi le catalogue raisonné de son œuvre.
- Le Chêne de Poringland (1818–20), huile sur toile, 125 × 100 cm, Tate Gallery, Londres[1]

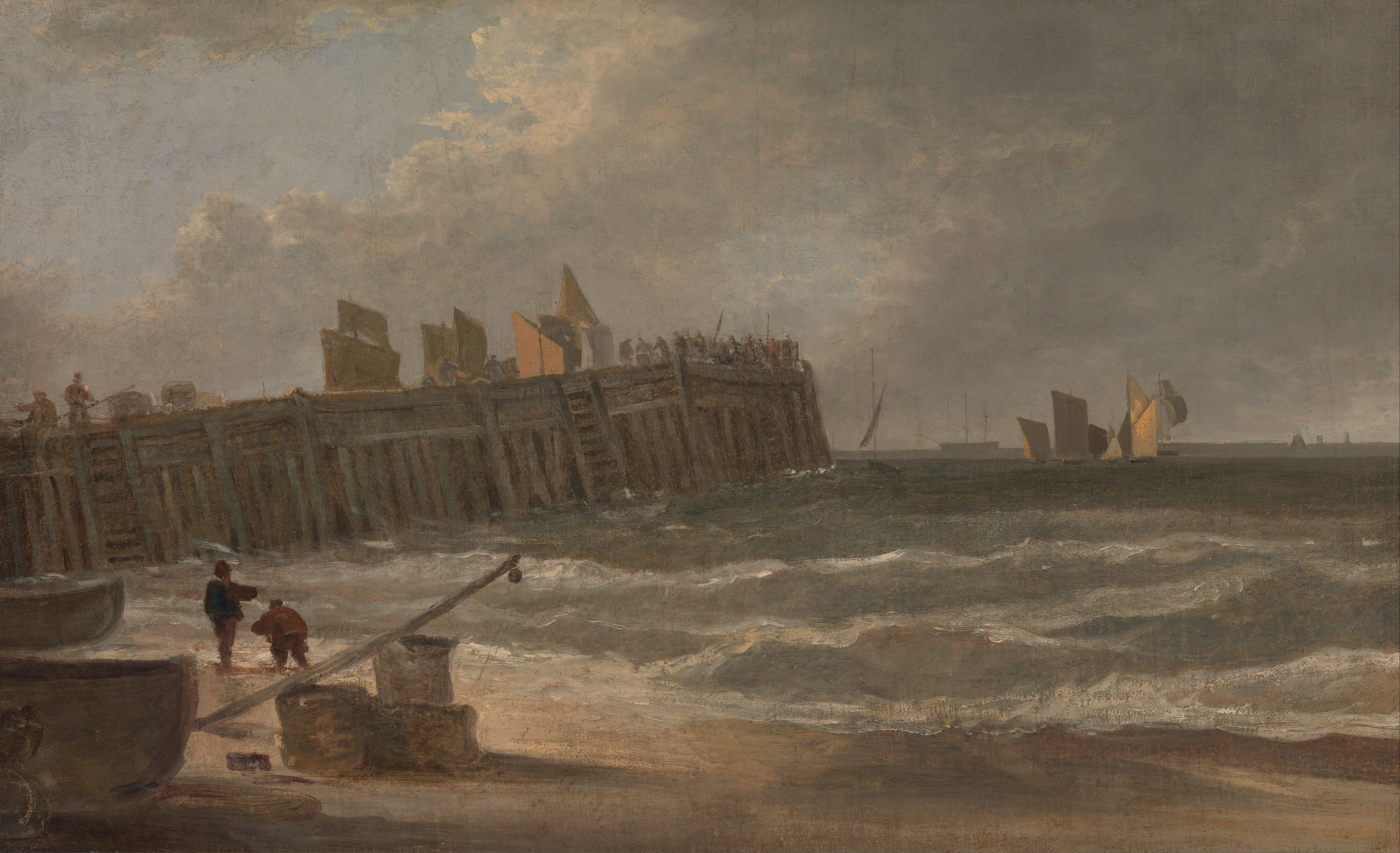
Yarmouth Jetty (1810-1811)
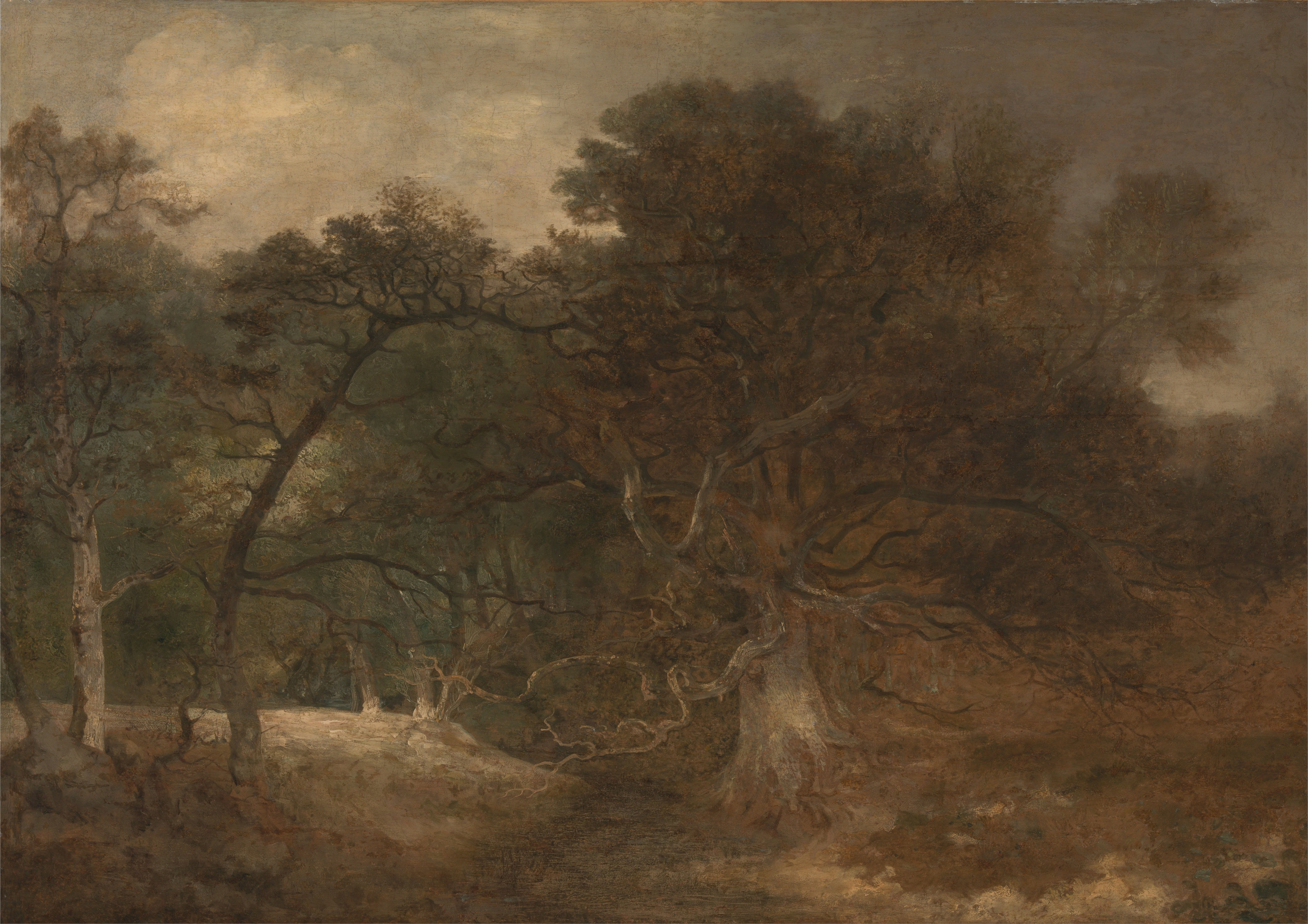
Woodland Landscape near Norwich (1810-1812)
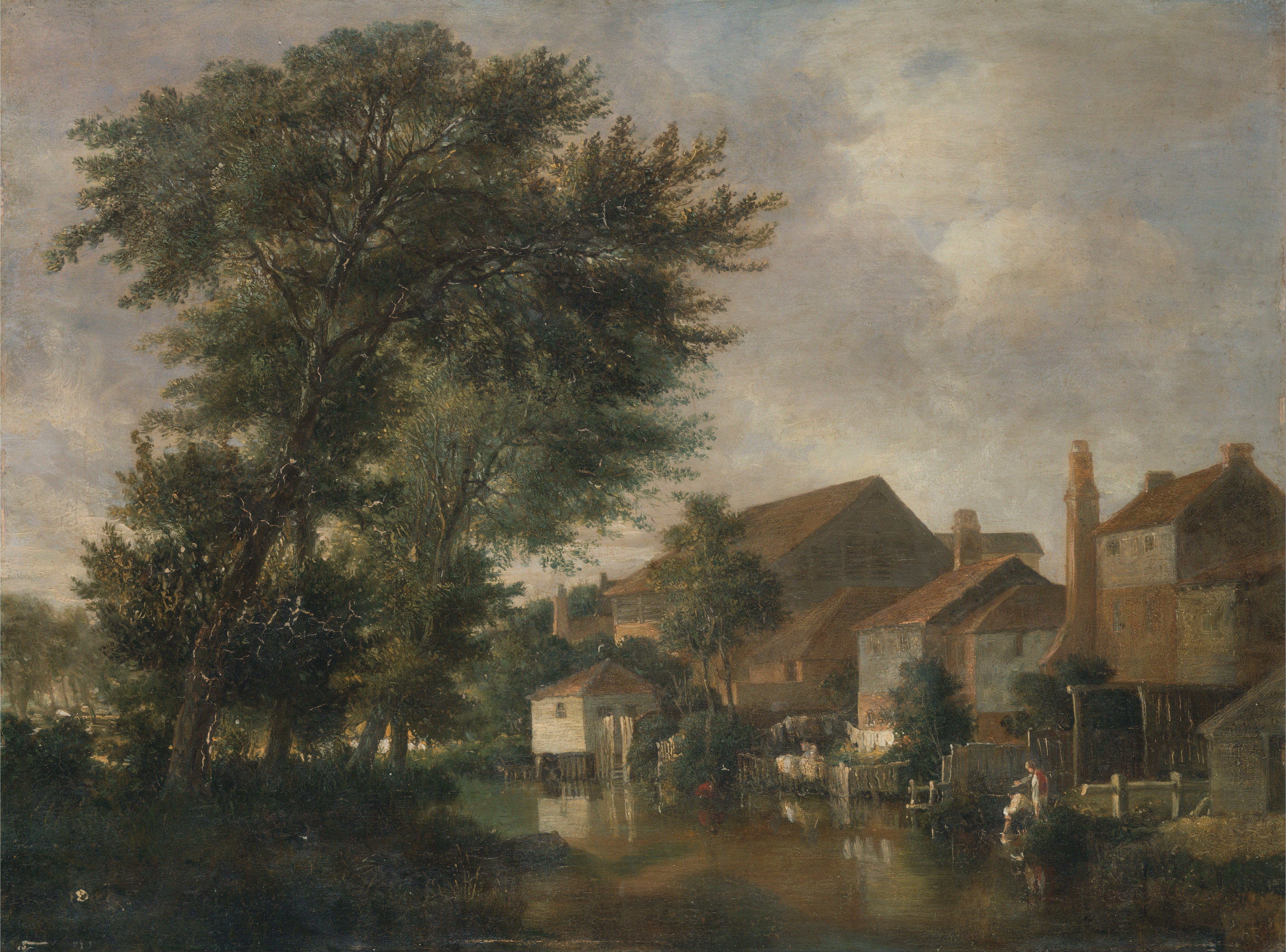
The River Wensum, Norwich (vers 1814)
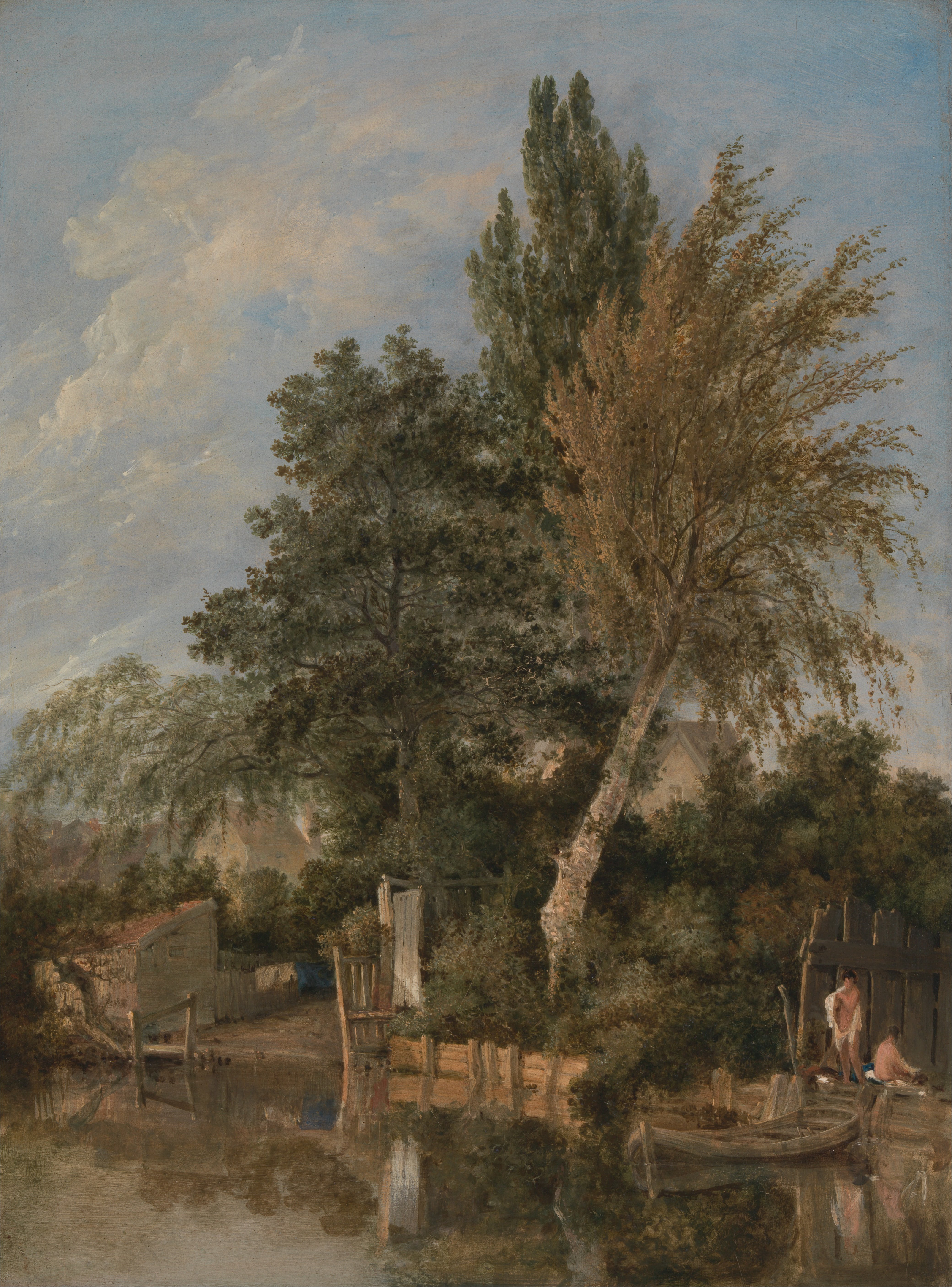
Boys Bathing on the River Wensum, Norwich (1817)
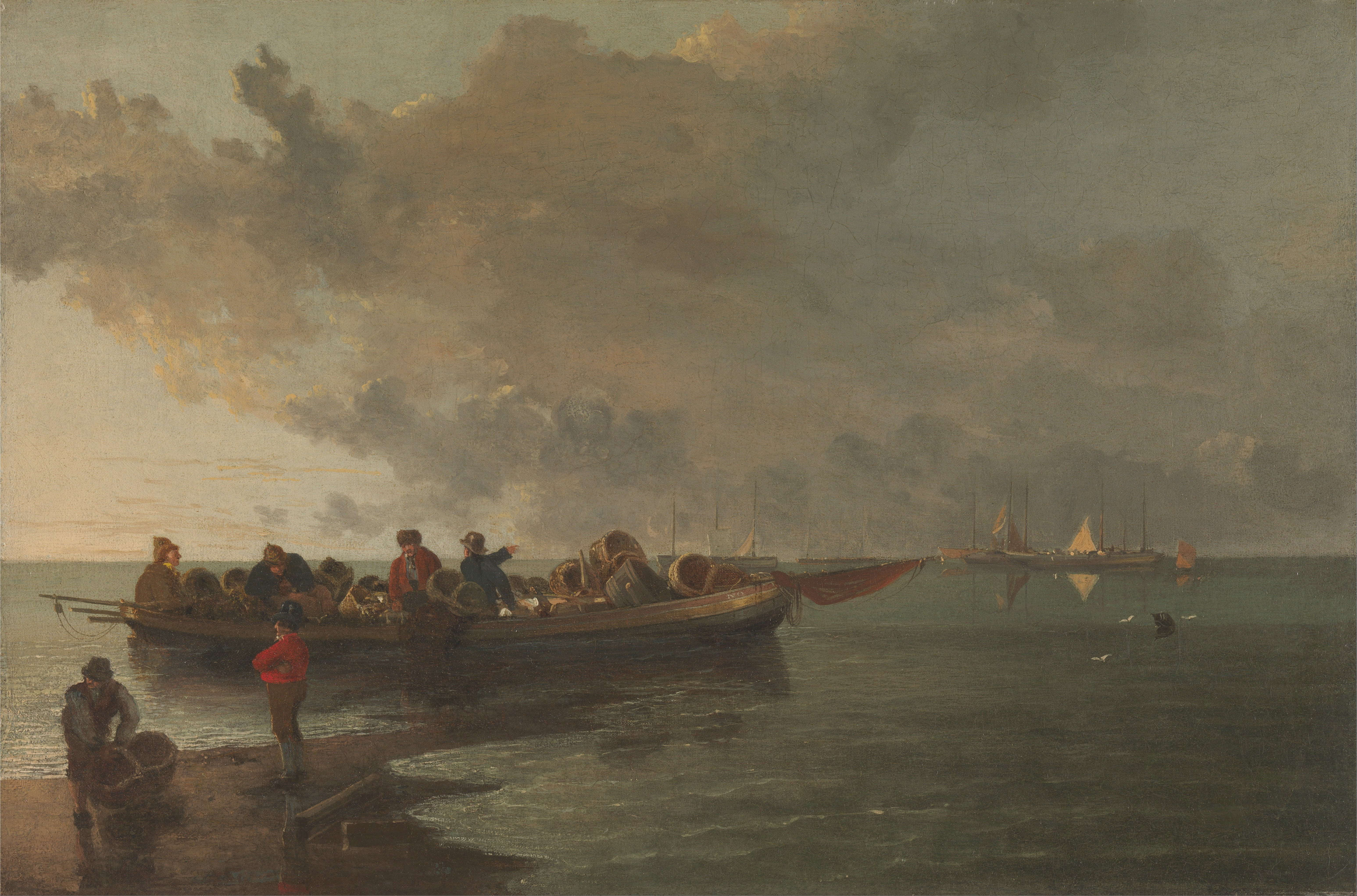
A Barge with a Wounded Soldier